# Peugeot Partner
Cet article court présente un sujet plus développé dans : Citroën Berlingo I - Peugeot Partner I, Peugeot Partner II et Peugeot Rifter et Partner III - Citroën Berlingo III - Opel Combo D - Toyota ProAce City - Fiat Doblò III.

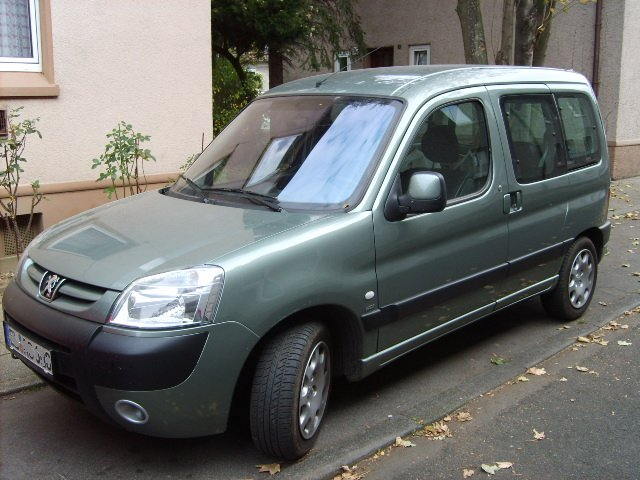
Photo prise en 2007

Le Peugeot Partner est un modèle d'automobile et de véhicule utilitaire léger Peugeot produit par PSA, principalement à Vigo, Mangualde et Buenos Aires.